# Psychotria norae
Psychotria norae är en måreväxtart som beskrevs av Julian Alfred Steyermark. Psychotria norae ingår i släktet Psychotria och familjen måreväxter. Inga underarter finns listade i Catalogue of Life.